# عطا كيم
عطا كيم (هانغل: 김아타) هو مصور كوري جنوبي، ولد في 1956 في Geojedo ‏ في كوريا الجنوبية.